# Erlass (Verwaltungsrecht)
Ein Erlass ist im deutschen Recht eine Anordnung der Exekutive an andere staatliche Stellen oder an die Bevölkerung eines Landes. In parlamentarischen Systemen wird diese Möglichkeit durch die Gesetzgebungshoheit der Legislative stark eingeschränkt. Meist sind Behörden nur zu Erlassen gegenüber ihnen nachgeordnete Dienststellen befugt, nicht jedoch den Bürgern gegenüber. Andere Bezeichnungen hierfür sind im deutschen Verwaltungsrecht Verwaltungsvorschrift, Runderlass und Rundschreiben.
In der Schweiz bezeichnet Erlass in der Regel generell-abstrakte Hoheitsakte, d. h. namentlich Gesetze und Verordnungen (Art. 163 BV).
Der in der deutschen Rechtssprache als Erlass bezeichnete Rechtsakt wird in vielen anderssprachigen Rechtsordnungen Dekret genannt. Ein Dekret wird (von der zuständigen Stelle) erlassen, während ein Erlass (durch die zuständige Stelle) ergeht.
In autokratischen Systemen wie Diktaturen oder absoluten Monarchien machen die jeweiligen Herrschenden häufig von diesem Instrument Gebrauch (z. B. ergingen durch Adolf Hitler sogenannte „Führererlasse“) und regieren mitunter ausschließlich durch Erlasse oder Dekrete.